# الداء النزفي عند المواليد

فيتامين ك1

الداء النزفي عند المواليد (بالإنجليزية: hemorrhagic disease of the newborn)‏ ويُعرف أيضاً بالداء النزفي بسبب نقص فيتامين «ك» الشهير بالاختصار الداء النزفى عند المواليد. وهو اضطراب تخثر الدم في الأطفال حديثي الولادة بسبب نقص فيتامين ك.حيثُ أنه نتيجةً لنقص فيتامين ك يقل إنتاج عوامل التخثر (الثاني II، السابع VII، التاسع IX، والعاشر X ) وبروتينات (C، S ) في الكبد مما يؤدى لحدوث نزفٍ شديد.

كيفية عمل فيتامين ك1

## علامات وأعراض
يسبب هذا المرض زيادة خطر النزف والأماكن الأكثر عُرضة للنزف هي السرة ، الأغشية المخاطية ، الجهاز الهضمي ، موضع الختان و ثقب الأوردة لسحب العينات.

## الأسباب
-المواليد الجدد يكون لديهم نقصٌ نسبىّ في فيتامين ك لعدةِ أسباب و هيَ :
نقص مخزون فيتامين ك لديهم عند الولادة.
-تعذر مرور فيتامين ك خلال المشيمة أثناء الحمل.
-نقص مستويات فيتامين ك في لبن الأم.
-عدم نمو البكتيريا المعوية بعد حيث أنّ تلك البكتيريا هي مصدر تكوين فيتامين ك.

## العلاج
يشتمل العلاج على إعطاء فيتامين ك تعويضياً  و الذي يُعطى وقائياً لجميع حديثى الولادة في خلال مدة قصيرة من الولادة.